# Courniou
Courniou är en kommun i departementet Hérault i regionen Occitanien i södra Frankrike. Kommunen ligger i kantonen Saint-Pons-de-Thomières som tillhör arrondissementet Béziers. År 2022 hade Courniou 615 invånare.

## Befolkningsutveckling
Antalet invånare i kommunen Courniou
Referens:INSEE